# バクロンヴィー島
バクロンヴィー島（バクロンヴィーとう、ベトナム語：Đảo Bạch Long Vĩ / 島白龍尾）は、ハイフォン沖合いのバクボ湾に位置しているベトナム領の島。一島一自治体としてハイフォン市バクロンヴィー県（バクロンヴィーけん、ベトナム語：Huyện Bạch Long Vĩ / 縣白龍尾）を成している。
バクロンヴィー島は、ベトナムクアンニン省ヴァンドン県（Vân Đồn / 雲屯）のハマイ（Hạ Mai / 下梅）島とは約70km、ハイフォン市ドーソン区（Đồ Sơn / 塗山）のザウ島（Hòn Dáu / 塊豆）とは約110km、中国の海南島とは約130km離れている。トンキン湾のほぼ中央部に位置しているため、ベトナムの漁業と軍事面において重要な役割を持っている。
中国側の史料によると、中国国民党軍の残部は1950年に、敗色濃厚な海南島からこの島に逃げて籠城したが、1955年に中国人民解放軍により攻略され中華人民共和国広東省儋県の一部となった。1957年の秋に、中国共産党指導部の指示により、友好の証として島にある学校など、合計22,528.74人民元に相当する固定資産とともにベトナム（当時は北ベトナム）に譲渡された。ただし、租借か割譲かベトナムによる強行占領かについて、中国の指導部にも様々な意見があるため、その後にも南沙諸島（スプラトリー諸島）や西沙諸島（パラセル諸島）と同様に領有権に関して争いが起こっていた。2004年、中越両国はトンキン湾での国境画定交渉を本格化させた結果、中国政府がこの島のベトナムへの帰属を再確認した。
白龍尾とはベトナム語の呼称で、英・仏の古地図では「ナイチンゲール島」と呼ばれる 。また、かつて中国語では「浮水洲」または「夜鶯島」と呼ばれていたが、現在では中国語でも「白龍尾島」（バイ・ロン・ウェイ・ダオ）と呼ばれている。